# غاري غريفين (ربان)
غاري غريفين (بالإنجليزية: Gary Griffin)‏ هو ربان ‏ أمريكي، ولد في 20 مارس 1953.

## وصلات خارجية
- غاري غريفين على موقع أوليمبيديا (الإنجليزية)